# Bubu'7te
Bubu'7te, pubblicato nel 2006, è il primo album dei Masoko.

## Tracce
1. Alfonso – 2:13
2. Ferrari – 4:04
3. Comfort – 3:02
4. Prima colazione – 4:10
5. Cool – 3:32
6. Disconite – 3:52
7. Costretto – 2:48
8. Scusa – 2:21
9. Solo tu – 3:43
10. Snob – 2:50
11. Buonamico – 13:08